# Ostatni raz zatańczysz ze mną
Ostatni raz zatańczysz ze mną – trzeci singel polskiego producenta muzycznego Tribbsa oraz rapera Kubańczyka, umieszczony na debiutanckim solowym albumie studyjnym, Tribbsa, zatytułowanym MT. Singel został wydany 20 maja 2022.
Piosenka była nominowana do nagrody polskiego przemysłu fonograficznego Fryderyka w kategorii „najlepsze nowe wykonanie”.
Kompozycja znalazła się na 22. miejscu listy AirPlay – Top, najczęściej odtwarzanych utworów w polskich rozgłośniach radiowych. Nagranie otrzymało w Polsce status podwójnie diamentowego singla, przekraczając liczbę 500 tysięcy sprzedanych kopii.

## Geneza utworu i historia wydania
Piosenka została napisana i skomponowana przez Adama Jarka, Sławomira Sokolowskiego, natomiast za produkcję utworu odpowiadał Mikołaj Trybulec.
Singel ukazał się w formacie digital download 20 maja 2022 w Polsce za pośrednictwem wytwórni płytowej Unified Songs w dystrybucji Agora. Piosenka została umieszczona na debiutanckim solowym albumie studyjnym Tribbsa – MT. Utwór powstał jako cover utworu autorstwa Krzysztofa Krawczyka „Ostatni raz zatańczysz ze mną”.
31 grudnia 2023 utwór został wykonany podczas Sylwestrowej Mocy Przebojów emitowanej na antenie stacji Polsat w Chorzowie.  31 grudnia 2024 piosenka została zaprezentowana telewidzom stacji TVP2 podczas Sylwestra z Dwójką organizowanego w Chorzowie.
Kompozycja znalazła się na polskich składankach m.in.: Hity na Czasie: Jesień 2022 (wydana 30 września 2022).
W marcu 2023 singel uzyskał nominację do nagrody polskiego przemysłu fonograficznego Fryderyka w kategorii: „najlepsze nowe wykonanie”.

## „Ostatni raz zatańczysz ze mną” w stacjach radiowych
Nagranie było notowane na 22. miejscu w zestawieniu AirPlay – Top, najczęściej odtwarzanych utworów w polskich rozgłośniach radiowych.

## Teledysk
Do utworu powstał teledysk, który udostępniono w dniu premiery singla za pośrednictwem serwisu YouTube.
Wideo znalazło się na 1. miejscu na liście najczęściej odtwarzanych teledysków przez telewizyjne stacje muzyczne.

## Lista utworów
- Digital download[2]

1. „Ostatni raz zatańczysz ze mną” – 3:03

## Notowania

### Pozycje na listach airplay
| Kraj   | Lista (2022)  | Najwyższa pozycja |
| ------ | ------------- | ----------------- |
| Polska | AirPlay – Top | 22                |
| Polska | AirPlay – TV  | 1                 |

## Certyfikaty
| Kraj          | Certyfikat          | Sprzedaż |
| ------------- | ------------------- | -------- |
| Polska (ZPAV) | 2× diamentowa płyta | 500 000+ |